# Asanbek Ömüralijew
Asanbek (Arsen) Ömüralijew (kirg. Асанбек (Арсен) Өмүралиев; ros. Асанбек (Арсен) Умуралиев, Asanbiek (Arsen) Umuralijew; ur. 7 grudnia 1933 w Bałykczy, zm. 9 lutego 2003 w Biszkeku) – kirgiski aktor teatralny i filmowy.

## Życiorys
Ukończył Rosyjską Akademię Sztuki Teatralnej w 1957 roku i zaczął pracować jako artysta Dramatycznego Teatru Akademickiego Kirgizji. W 1964 roku został Zasłużonym Artystą Kirgiskiej SRR, a w roku 1977 uhonorowano go tytułem Ludowego Artysty Kirgiskiej SRR. Roku 1993 założył w stolicy Kirgistanu Miejski Teatr Dramatyczny (kirg. Бишкек шаардык драма театры), gdzie m.in. grała Gülnur Satyłganowa.
Zmarł w 2003 roku. Pochowano go na cmentarzu w Biszkeku. 

## Wybrana filmografia
- 1956: Czterdziesty pierwszy
- 1966: Andriej Rublow